# Pseudostenophylax bifalcatus
Pseudostenophylax bifalcatus är en nattsländeart som beskrevs av Schmid 1991. Pseudostenophylax bifalcatus ingår i släktet Pseudostenophylax och familjen husmasknattsländor. Inga underarter finns listade i Catalogue of Life.